# 七甲河
七甲河，位于杭州市钱塘江南岸，为滨江区和萧山区分界的一部分，两岸为杭州奥体博览城。

## 形成
七甲河并非天然形成，而是中华人民共和国建国后围垦的产物。萧山围垦被联合国粮农组织称为“人类造地史上的奇迹”。
1966年，浙江省、杭州市、萧山县政府联合在九号坝3+400桩至美女山坝间筑堤围涂2.25万亩，标志着萧山围垦拉开序幕。

## 现状
杭州奥体博览城于2006年谋划建设，选址于钱塘江南岸的七甲河两岸，2007年正式启动，2009年9月开工建设。七甲河位于杭州奥体中心体育场和杭州“亚运三馆”之间，沿途分布“帆影江滩”“太极弄潮”等休闲健身空间和健康跑道，功能由原来单纯的灌溉和排涝，转变为“心相融·达未来”亚运风貌样板区景观的重要组成部分。 
1. ↑  . 杭州市萧山区人民政府.   [2015-04-15]. （原始内容存档于2023-08-10）.
2. ↑  . 杭州网. 2009-10-28. （原始内容存档于2015-06-10）.
3. ↑  . 中共杭州市委 杭州市人民政府. 杭州日报.   [2022-07-08]. （原始内容存档于2023-08-10）.